# Parco regionale di Gallipoli Cognato Piccole Dolomiti Lucane
Il parco regionale di Gallipoli Cognato Piccole Dolomiti Lucane è un'area naturale protetta della Basilicata, istituito nel 1997 con sede in località  Palazzo nel comune di Accettura.
Presso la sede dell'ente di gestione del parco si trovano anche un museo naturalistico, un orto botanico, laboratori ed un centro informazioni. Il centro visite  Pian di Gilio si trova nei pressi, in corrispondenza delle oasi faunistiche del daino e del cervo; sempre nel comune di Accettura, lungo la  via del Maggio, si trova il  Museo dei culti arborei.

## Storia
L'esigenza di tutelare i boschi di Gallipoli Cognato e le Dolomiti lucane era stata segnalata già nel 1971, quando il CNR aveva individuato il comprensorio come biotopo da salvaguardare. Venne allora istituita la riserva antropologica statale di Monte Croccia a tutela dell'area archeologica di Croccia Cognato, oggi all'interno del parco, che conserva i resti di un insediamento preistorico degli antichi Lucani, databile tra il VI ed il IV secolo a.C., ritrovati sulla sommità del monte omonimo.
Negli anni successivi furono presentate diverse proposte di legge per l'istituzione di un parco tematico ed i comuni facenti parte del comprensorio che ha dato vita all'odierno ente provarono a costituire un consorzio per l'istituzione di un'area protetta, ma il parco naturale venne istituito solo nel 1997.

## Territorio
Il parco si estende a cavallo delle province di Matera e di Potenza e comprende i territori delle comunità montane dell'Alto Basento, del Medio Basento e della Collina Materana.
Le cime più importanti fanno parte, ovviamente, dell'Appennino lucano e sono, per il versante materano, il monte dell'Impiso (1319 m s.l.m.) ed il Monte Croccia (1149 m s.l.m.). I corsi d'acqua che scorrono negli impluvi di questo versante fanno parte del bacino imbrifero del fiume Cavone che nasce nei pressi di Accettura e tra di essi il principale è il torrente Salandrella (che nasce sempre dalle stesse zone). Tra le Dolomiti lucane ed i versanti coperti dalla foresta di Gallipoli-Cognato in una profonda gola scorre il Rio di Caperrino, affluente di destra del Basento. Infatti nei pressi della confluenza tra questi due corsi d'acqua si trova lo svincolo che dalla Basentana che porta, seguendo le relative indicazioni, sia ad Accettura che al cuore delle Dolomiti Lucane (Castelmezzano e Pietrapertosa). Ed è proprio qui che, seminascosto dai manufatti stradali si inarca sul Basento il  ponte della Vecchia, dalle origini legate a un'antica leggenda che si tramanda a Pietrapertosa. Il parco è raggiungibile anche dalla Fondovalle Agri (denominata Strada statale 598 di Fondo Valle d'Agri) risalendo tramite indicazioni il letto del fiume Sauro.
Sui territori dei tre comuni della provincia di Matera (Accettura, Calciano ed Oliveto Lucano), si estende per circa 4200 ettari la foresta di Gallipoli Cognato, che parte dai fondovalle del Basento per arrivare ai 1319 m s.l.m. del monte Croccia, la sua cima più alta. In territorio di Accettura vi è anche il bosco di Montepiano, un'antica cerreta coltivata a bosco deciduo, che si estende per circa 800 ettari. Ad Accettura si tiene ogni anno a partire dal giorno di Pentecoste la festa del Maggio, un tradizionale rito nuziale tra due alberi provenienti dal bosco di Montepiano e dalla foresta di Gallipoli Cognato. A testimonianza dell'importanza che i culti arborei hanno in questa parte di Appennino lucano, altre feste del Maggio o di sposalizio degli alberi vengono celebrate anche ad Oliveto Lucano, dal 10 al 12 agosto, a Castelmezzano, il 12 e 13 settembre, ed a Pietrapertosa, in occasione dei festeggiamenti per Sant'Antonio da Padova nel mese di giugno.

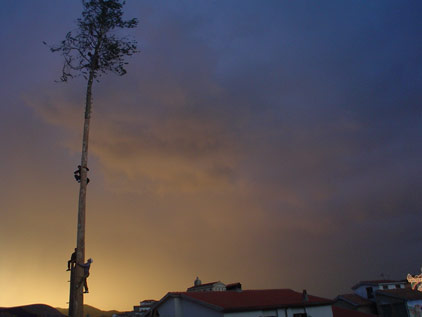
La festa del maggio di Accettura.

Alla provincia di Potenza, invece, appartengono le Dolomiti lucane, montagne costituite da rocce di arenaria quarzifera appartenenti alla serie del  flysch di Gorgoglione, modellate profondamente dagli agenti atmosferici e dagli eventi che contraddistinguono la storia geologica di questa porzione della Basilicata. Tali montagne sono cosiddette in quanto le loro cime sono caratterizzate da alte guglie che ricordano alcune delle vette più note delle  Dolomiti alpine vere e proprie, con forme così particolari da aver suggerito nomi molto fantasiosi. Gli stessi centri abitati di Castelmezzano e Pietrapertosa sono straordinariamente pittoreschi, essendo aggrappati alle pareti rocciose delle montagne che li circondano e che con le loro forme danno luogo a scenari suggestivi ed a paesaggi mozzafiato.
Le vette più elevate delle Dolomiti Lucane, che appartengono alla provincia di Potenza, sono il  monte Caperrino, che raggiunge i 1455 m s.l.m., la  Serra della Rossa  (1179 m s.l.m.) che è la cima maggiore della catena montuosa detta  Costa la Rossa  (visibile per lunghi tratti dalla strada che porta ad Accettura e dal bosco di Gallipoli-Cognato) ed il  monte Murge, di 1004 m.

## Ambiente

### Flora
Nei boschi di Gallipoli Cognato e di Montepiano la vegetazione si differenzia molto a seconda dell'altitudine. Al di sotto dei 1.000 m s.l.m. vi sono esemplari di melo selvatico e di acero, mentre al di sopra di tale quota la specie dominante è il cerro, a volte con esemplari maestosi, e talvolta compaiono il carpino bianco, la carpinella, l'agrifoglio ed il tiglio. Nella zona delle Dolomiti vi sono boschi di castagno, mentre le zone più elevate sono rocciose e prive di vegetazione arborea, ma si trovano specie di piante come la valeriana rossa e l'Onosma lucana (quest'ultima è una specie endemica). La montagna di Caperrino infine è ricoperta da cerrete e da vaste praterie.
Presso i corsi d'acqua è presente il frassino, mentre nelle zone dove la vegetazione è meno fitta ci sono numerose piante come i ciclamini, gli anemoni, le felci e la Knautia lucana, altra specie endemica.

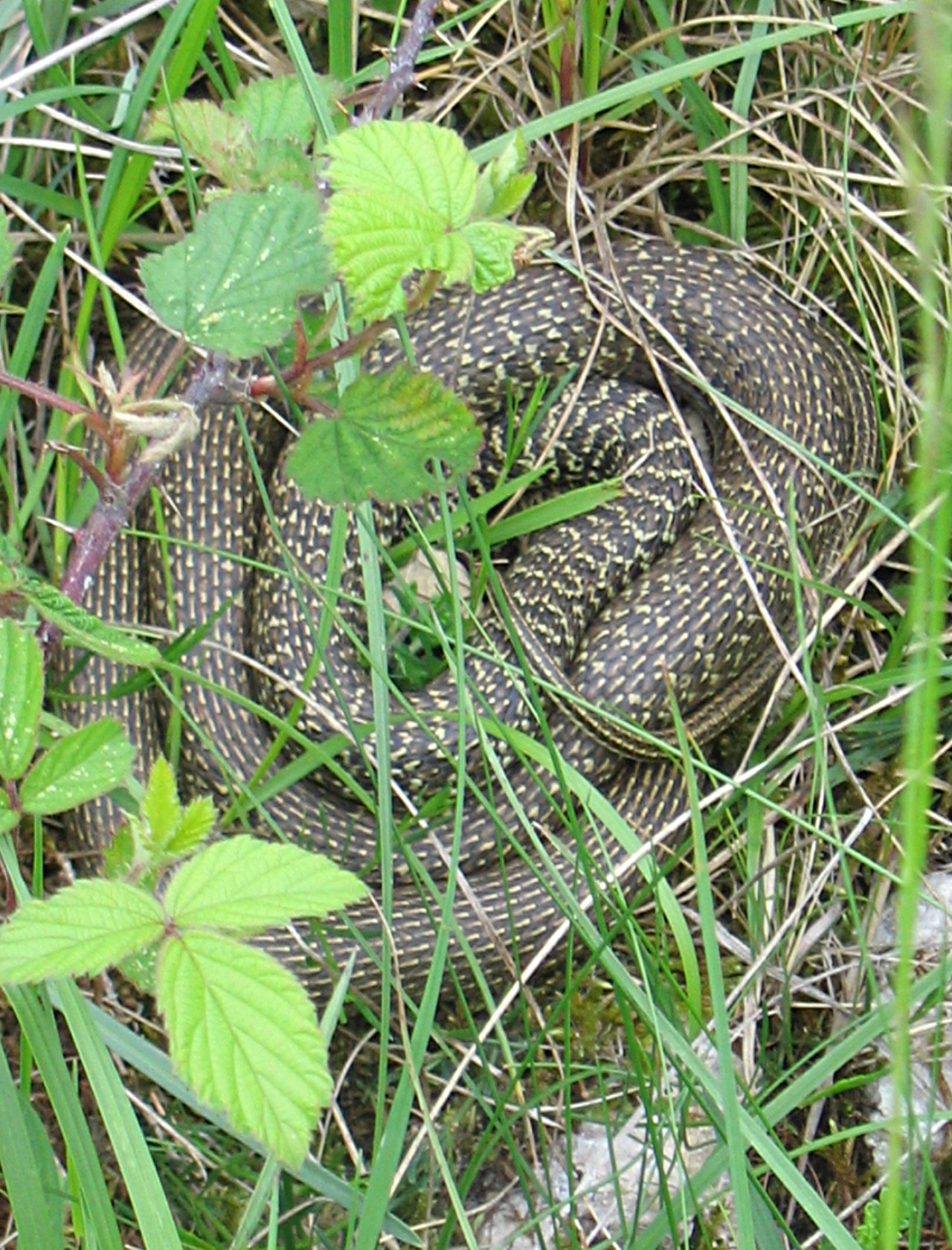
Biacco.

### Fauna
Tra i mammiferi gli esemplari più importanti presenti nell'area del parco sono il lupo, la volpe, il tasso, l'istrice, il gatto selvatico, il cinghiale. Daini e cervi sono stati reintrodotti in un'oasi faunistica all'interno della foresta di Gallipoli Cognato. Il biacco ed il cervone sono i rettili più facili da incontrare.
Numerosi sono anche i rapaci: nibbi reali, falchi pellegrini, poiane e gheppi i più frequenti rapaci diurni, mentre tra i notturni vi sono la civetta, il gufo e l'allocco. Nei corsi d'acqua si possono incontrare vari tipi di rane, salamandre e tritoni.